# Heliotropium bogdanii
Heliotropium bogdanii är en strävbladig växtart som beskrevs av A.P. Chukavina. Heliotropium bogdanii ingår i Heliotropsläktet som ingår i familjen strävbladiga växter. Inga underarter finns listade i Catalogue of Life.